# 马丁娜·圭吉

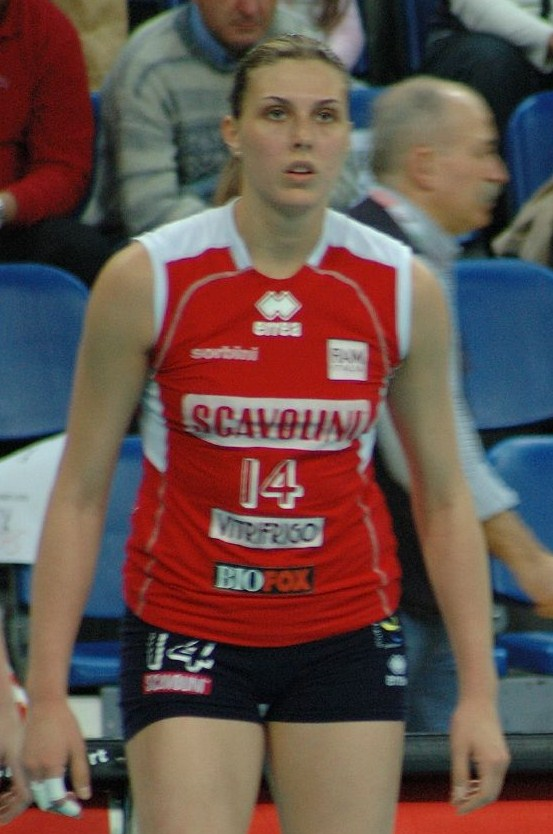
马丁娜·圭吉

马丁娜·圭吉（義大利語：Martina Guiggi，1984年5月1日—），意大利女子排球运动员。她曾代表意大利国家队参加2008年和2016年夏季奥林匹克运动会排球比赛，均未能获得奖牌。